# Verein für Rasensport Wormatia Worms 1974-1975
Questa voce raccoglie le informazioni riguardanti il Verein für Rasensport Wormatia Worms nelle competizioni ufficiali della stagione 1974-1975.

## Stagione
Nella stagione 1974-1975 il Wormatia, allenato da Radoslav Momirski, Slavko Stojanović e Karl-Heinz Schmal, concluse il campionato di 2. Bundesliga al 19º posto. In Coppa di Germania il Wormatia fu eliminato al primo turno dal Monaco 1860.

## Rosa
| N. |                     | Ruolo | Calciatore          |
| -- | ------------------- | ----- | ------------------- |
|    | Germania (bandiera) | P     | Udo Böhs            |
|    | Germania (bandiera) | P     | Gerhard Christ      |
|    | Germania (bandiera) | P     | Karl-Heinz Strohfuß |
|    | Germania (bandiera) | D     | Dieter Becker       |
|    | Germania (bandiera) | D     | Bernd Fetkenheuer   |
|    | Germania (bandiera) | D     | Gerhard Figlus      |
|    | Germania (bandiera) | D     | Karl-Heinz Gaus     |
|    | Germania (bandiera) | D     | Walfried Günther    |
|    | Germania (bandiera) | D     | Volker Radtke       |
|    | Germania (bandiera) | D     | Harald Röhrenbeck   |
|    | Germania (bandiera) | D     | Heiner Schmieh      |
|    | Germania (bandiera) | C     | Gerd Dier           |
|    | Germania (bandiera) | C     | Jochen Hamm         |
|    | Germania (bandiera) | C     | Raimund Heß         |

| N. |                     | Ruolo | Calciatore         |
| -- | ------------------- | ----- | ------------------ |
|    | Germania (bandiera) | C     | Peter Klag         |
|    | Germania (bandiera) | C     | Rolf Löb           |
|    | Germania (bandiera) | C     | Manfred Meier      |
|    | Italia (bandiera)   | C     | Giovanni Nicastro  |
|    | Germania (bandiera) | C     | Karl-Heinz Sauer   |
|    | Germania (bandiera) | C     | Klaus Spannenkrebs |
|    | Germania (bandiera) | C     | Holger Zippel      |
|    | Germania (bandiera) | A     | Harald Braner      |
|    | Germania (bandiera) | A     | Emanuel Günther    |
|    | Germania (bandiera) | A     | Rüdiger Lammer     |
|    | Germania (bandiera) | A     | Robert Lühr        |
|    | Germania (bandiera) | A     | Klaus Ondera       |
|    | Germania (bandiera) | A     | Wolfram Wurm       |

## Organigramma societario
Area tecnica
- Allenatore: Karl-Heinz Schmal
- Allenatore in seconda:
- Preparatore dei portieri:
- Preparatori atletici:

## Calciomercato

### Sessione estiva
| Acquisti | Acquisti      | Acquisti            | Acquisti |
| R.       | Nome          | da                  | Modalità |
| -------- | ------------- | ------------------- | -------- |
| P        | Udo Böhs      | Rot-Weiss Essen     |          |
| C        | Raimund Heß   | Röchling Völklingen |          |
| A        | Robert Lühr   | Arminia Hannover    |          |
| C        | Manfred Meier | Ostenda             |          |
| A        | Klaus Ondera  | Schweinfurt 05      |          |
| C        | Holger Zippel | Spandauer           |          |

| Cessioni | Cessioni         | Cessioni          | Cessioni |
| R.       | Nome             | a                 | Modalità |
| -------- | ---------------- | ----------------- | -------- |
| A        | Bernd Laube      | Heilbronn         |          |
| A        | Heino de Haas    | SG Weinsheim      |          |
| P        | Fritz Herrndorf  | Wiesbaden         |          |
| D        | Walter Horch     | Hanau             |          |
| A        | Norbert Janzon   | Kickers Offenbach |          |
| C        | Jürgen Nachtmann | SV Alsenborn      |          |
| C        | Klaus Rieger     | VfR Groß-Gerau    |          |
| D        | Hans Selander    | Sirius            |          |

### Sessione invernale
| Acquisti | Acquisti           | Acquisti  | Acquisti |
| R.       | Nome               | da        | Modalità |
| -------- | ------------------ | --------- | -------- |
| C        | Klaus Spannenkrebs | Heilbronn |          |

| Cessioni | Cessioni | Cessioni | Cessioni |
| R.       | Nome     | a        | Modalità |
| -------- | -------- | -------- | -------- |

## Risultati

### 2. Bundesliga

#### Girone di andata
| Arbitro: | Engelhardt |

|          |           |  |
| Dier 53’ | Marcatori |  |

| Arbitro: | Gewahl |

|                   |           |  |
| Hoffmann 72’, 77’ | Marcatori |  |

| Arbitro: | Biwersi |

|  |           |                                 |
|  | Marcatori | 42’ Erhart 70’ (rig.) Weinkauff |

| Arbitro: | Wohlfarth |

|                                   |           |  |
| Pechtold 8’ Sturz 32’ Walitza 65’ | Marcatori |  |

| Arbitro: | Huster |

|           |           |             |
| Laube 87’ | Marcatori | 10’ Seubert |

| Arbitro: | Scheffner |

|                                              |           |  |
| Schuster 8’, 38’, 56’ Dürrschmidt 53’ (rig.) | Marcatori |  |

| Arbitro: | Sinnewe |

|  |           |            |
|  | Marcatori | 27’ Sebert |

| Arbitro: | Ferro |

|           |           |           |
| Künkel 2’ | Marcatori | 15’ Meier |

| Arbitro: | Dellwing |

|                             |           |             |
| Nicastro 49’ Laube 70’, 72’ | Marcatori | 39’ Reuther |

| Arbitro: | Hautz |

|            |           |           |
| Kremer 34’ | Marcatori | 50’ Laube |

| Arbitro: | Luca |

|                           |           |                     |
| Laube 32’, 75’ Ondera 70’ | Marcatori | 7’ Micic 10’ Krause |

| Arbitro: | Engelhardt |

|          |           |          |
| Klag 45’ | Marcatori | 28’ Jörg |

| Arbitro: | Fleischer |

|                                 |           |  |
| Ludwig 14’, 76’, 79’ Diener 70’ | Marcatori |  |

| Arbitro: | Linn |

|                           |           |                              |
| Laube 45’ (rig.) Lühr 47’ | Marcatori | 61’ Magath 71’ (aut.) Figlus |

| Arbitro: | Langhans |

|                                        |           |  |
| Savić 11’ Hartmann 34’, 60’ Mattes 54’ | Marcatori |  |

| Arbitro: | Walesch |

|                           |           |  |
| Fetkenheuer 24’ Meier 45’ | Marcatori |  |

| Arbitro: | Möckel |

|                                      |           |          |
| Haug 2’, 77’ Frommer 41’ Schroff 74’ | Marcatori | 22’ Hamm |

| Arbitro: | Leist |

|  |           |                        |
|  | Marcatori | 46’ Breuer 55’ Größler |

| Arbitro: | Morschett |

|                                                  |           |                      |
| Hohenwarter 2’ Renner 60’ Fetkenheuer 77’ (aut.) | Marcatori | 55’, 64’ Fetkenheuer |

#### Girone di ritorno
| Arbitro: | Schmoock |

|                                      |           |  |
| Kohlhäufl 7’ Keller 80’ Lubanski 85’ | Marcatori |  |

| Arbitro: | Hontheim |

|             |           |                          |
| Schmieh 60’ | Marcatori | 5’ Vogel 83’ Niedermayer |

| Arbitro: | Walesch |

|                               |           |  |
| Seiler 47’ Weinkauff 72’, 87’ | Marcatori |  |

| Arbitro: | Linn |

|  |           |                                                 |
|  | Marcatori | 12’ Petrovic 63’, 90’ Meininger 78’ Hiestermann |

| Schweinfurt 22 febbraio 1975, ore 15:00 CET 24ª giornata | Schweinfurt 05 | 0 – 0 referto | Wormatia Worms | Sachs-Stadion (6 500 spett.)\| Arbitro: \| Gaus \| |
| Arbitro:                                                 | Gaus           |               |                |                                                    |

| Worms 2 marzo 1975, ore 15:00 CET 25ª giornata | Wormatia Worms | 0 – 0 referto | Bayern Hof | Wormatia-Stadion (3 000 spett.)\| Arbitro: \| Antz \| |
| Arbitro:                                       | Antz           |               |            |                                                       |

| Arbitro: | Fleischer |

|                   |           |  |
| Sebert 78’ (rig.) | Marcatori |  |

| Arbitro: | Walesch |

|  |           |             |
|  | Marcatori | 40’ Drexler |

| Arbitro: | Schröder |

|             |           |  |
| Schmidt 26’ | Marcatori |  |

| Arbitro: | Hontheim |

|                                |           |                   |
| Spannenkrebs 15’, 90’ Dier 73’ | Marcatori | 66’ (aut.) Radtke |

| Arbitro: | Nützel |

|          |           |  |
| Fanz 38’ | Marcatori |  |

| Arbitro: | Messmer |

|                                   |           |                                            |
| Haller 35’ Obermeier 55’ Jörg 59’ | Marcatori | 46’ (aut.) Schuhmann 77’ Nicastro 88’ Dier |

| Arbitro: | Huster |

|                        |           |            |
| Ondera 43’ Günther 71’ | Marcatori | 29’ Müller |

| Arbitro: | Dellwing |

|  |           |                    |
|  | Marcatori | 76’ (aut.) Schmitt |

| Arbitro: | Sinnewe |

|                                        |           |              |
| Klag 23’ Nicastro 65’ Spannenkrebs 71’ | Marcatori | 30’ Hartmann |

| Arbitro: | Grether |

|          |           |  |
| Bopp 35’ | Marcatori |  |

| Arbitro: | Luca |

|                               |           |                   |
| Nicastro 42’, 78’ Schmieh 85’ | Marcatori | 41’ Haug 47’ Redl |

| Bayreuth 8 giugno 1975, ore 15:00 CET 37ª giornata | Bayreuth   | 0 – 0 referto | Wormatia Worms | Hans-Walter-Wild Stadion (3 200 spett.)\| Arbitro: \| Pfleiderer \| |
| Arbitro:                                           | Pfleiderer |               |                |                                                                     |

| Arbitro: | Langhans |

|               |           |                                     |
| Dier 38’, 43’ | Marcatori | 37’ Hohenwarter 47’ März 70’ Nickel |

### Coppa di Germania
| Arbitro: | Weyland |

|                                      |           |                                 |
| Kohlhäufl 42’ Starzak 52’ Keller 92’ | Marcatori | 41’ (aut.) Bischoff 80’ Schmieh |

## Statistiche

### Statistiche di squadra
| Competizione      | Punti | In casa | In casa | In casa | In casa | In casa | In casa | In trasferta | In trasferta | In trasferta | In trasferta | In trasferta | In trasferta | Totale | Totale | Totale | Totale | Totale | Totale | DR  |
| Competizione      | Punti | G       | V       | N       | P       | Gf      | Gs      | G            | V            | N            | P            | Gf           | Gs           | G      | V      | N      | P      | Gf     | Gs     | DR  |
| ----------------- | ----- | ------- | ------- | ------- | ------- | ------- | ------- | ------------ | ------------ | ------------ | ------------ | ------------ | ------------ | ------ | ------ | ------ | ------ | ------ | ------ | --- |
| 2. Bundesliga     | 27    | 19      | 8       | 4       | 7       | 27      | 27      | 19           | 1            | 5            | 13           | 9            | 39           | 38     | 9      | 9      | 20     | 36     | 66     | -30 |
| Coppa di Germania | -     | 0       | 0       | 0       | 0       | 0       | 0       | 1            | 0            | 0            | 1            | 2            | 3            | 1      | 0      | 0      | 1      | 2      | 3      | -1  |
| Totale            | 27    | 19      | 8       | 4       | 7       | 27      | 27      | 20           | 1            | 5            | 14           | 11           | 42           | 39     | 9      | 9      | 21     | 38     | 69     | -31 |

### Andamento in campionato
| Giornata  | 1 | 2  | 3  | 4  | 5  | 6  | 7  | 8  | 9  | 10 | 11 | 12 | 13 | 14 | 15 | 16 | 17 | 18 | 19 | 20 | 21 | 22 | 23 | 24 | 25 | 26 | 27 | 28 | 29 | 30 | 31 | 32 | 33 | 34 | 35 | 36 | 37 | 38 |
| --------- | - | -- | -- | -- | -- | -- | -- | -- | -- | -- | -- | -- | -- | -- | -- | -- | -- | -- | -- | -- | -- | -- | -- | -- | -- | -- | -- | -- | -- | -- | -- | -- | -- | -- | -- | -- | -- | -- |
| Luogo     | C | T  | C  | T  | C  | T  | C  | T  | C  | T  | C  | C  | T  | C  | T  | C  | T  | C  | T  | T  | C  | T  | C  | T  | C  | T  | C  | T  | C  | T  | T  | C  | T  | C  | T  | C  | T  | C  |
| Risultato | V | P  | P  | P  | N  | P  | P  | N  | V  | N  | V  | N  | P  | N  | P  | V  | P  | P  | P  | P  | P  | P  | P  | N  | N  | P  | P  | P  | V  | P  | N  | V  | V  | V  | P  | V  | N  | P  |
| Posizione | 7 | 13 | 16 | 16 | 18 | 19 | 19 | 18 | 16 | 16 | 13 | 14 | 16 | 15 | 17 | 16 | 17 | 17 | 19 | 19 | 20 | 20 | 20 | 20 | 20 | 20 | 20 | 20 | 20 | 20 | 20 | 19 | 19 | 19 | 19 | 19 | 19 | 19 |

Legenda:

Luogo: C = Casa; T = Trasferta. Risultato: V = Vittoria; N = Pareggio; P = Sconfitta.

### Statistiche dei giocatori
| Giocatore       | 2. Bundesliga | 2. Bundesliga | 2. Bundesliga | 2. Bundesliga | Coppa di Germania | Coppa di Germania | Coppa di Germania | Coppa di Germania | Totale   | Totale | Totale      | Totale     |
| Giocatore       | Presenze      | Reti          | Ammonizioni   | Espulsioni    | Presenze          | Reti              | Ammonizioni       | Espulsioni        | Presenze | Reti   | Ammonizioni | Espulsioni |
| --------------- | ------------- | ------------- | ------------- | ------------- | ----------------- | ----------------- | ----------------- | ----------------- | -------- | ------ | ----------- | ---------- |
| D. Becker       | 1             | 0             | 0             | 0             | 0                 | 0                 | 0                 | 0                 | 1        | 0      | 0           | 0          |
| H. Braner       | 0             | 0             | 0             | 0             | 0                 | 0                 | 0                 | 0                 | 0        | 0      | 0           | 0          |
| U. Böhs         | 38            | 0             | 3             | 0             | 1                 | 0                 | 0                 | 0                 | 39       | 0      | 3           | 0          |
| G. Christ       | 0             | 0             | 0             | 0             | 0                 | 0                 | 0                 | 0                 | 0        | 0      | 0           | 0          |
| G. Dier         | 24            | 5             | 0             | 0             | 0                 | 0                 | 0                 | 0                 | 24       | 5      | 0           | 0          |
| B. Fetkenheuer  | 29            | 3             | 3             | 0             | 0                 | 0                 | 0                 | 0                 | 29       | 3      | 3           | 0          |
| G. Figlus       | 32            | 0             | 2             | 0             | 1                 | 0                 | 0                 | 0                 | 33       | 0      | 2           | 0          |
| K. Gaus         | 2             | 0             | 0             | 0             | 1                 | 0                 | 0                 | 0                 | 3        | 0      | 0           | 0          |
| E. Günther      | 6             | 0             | 1             | 0             | 0                 | 0                 | 0                 | 0                 | 6        | 0      | 1           | 0          |
| W. Günther      | 31            | 1             | 2             | 0             | 1                 | 0                 | 0                 | 0                 | 32       | 1      | 2           | 0          |
| J. Hamm         | 9             | 1             | 0             | 0             | 1                 | 0                 | 0                 | 0                 | 10       | 1      | 0           | 0          |
| R. Heß          | 5             | 0             | 0             | 0             | 0                 | 0                 | 0                 | 0                 | 5        | 0      | 0           | 0          |
| P. Klag         | 34            | 2             | 6             | 0             | 1                 | 0                 | 0                 | 0                 | 35       | 2      | 6           | 0          |
| R. Lammer       | 1             | 0             | 0             | 0             | 0                 | 0                 | 0                 | 0                 | 1        | 0      | 0           | 0          |
| B. Laube        | 13            | 7             | 0             | 0             | 1                 | 0                 | 0                 | 0                 | 14       | 7      | 0           | 0          |
| R. Löb          | 21            | 0             | 0             | 0             | 1                 | 0                 | 0                 | 0                 | 22       | 0      | 0           | 0          |
| R. Lühr         | 24            | 1             | 6             | 0             | 1                 | 0                 | 0                 | 0                 | 25       | 1      | 6           | 0          |
| M. Meier        | 12            | 2             | 0             | 0             | 1                 | 0                 | 0                 | 0                 | 13       | 2      | 0           | 0          |
| G. Nicastro     | 37            | 5             | 5             | 0             | 1                 | 0                 | 0                 | 0                 | 38       | 5      | 5           | 0          |
| K. Ondera       | 32            | 2             | 2             | 0             | 0                 | 0                 | 0                 | 0                 | 32       | 2      | 2           | 0          |
| V. Radtke       | 37            | 0             | 4             | 0             | 1                 | 0                 | 0                 | 0                 | 38       | 0      | 4           | 0          |
| H. Röhrenbeck   | 0             | 0             | 0             | 0             | 0                 | 0                 | 0                 | 0                 | 0        | 0      | 0           | 0          |
| K. Sauer        | 2             | 0             | 0             | 0             | 0                 | 0                 | 0                 | 0                 | 2        | 0      | 0           | 0          |
| H. Schmieh      | 36            | 2             | 6             | 1             | 1                 | 1                 | 1                 | 0                 | 37       | 3      | 7           | 1          |
| K. Spannenkrebs | 19            | 3             | 5             | 0             | 0                 | 0                 | 0                 | 0                 | 19       | 3      | 5           | 0          |
| K. Strohfuß     | 0             | 0             | 0             | 0             | 0                 | 0                 | 0                 | 0                 | 0        | 0      | 0           | 0          |
| W. Wurm         | 1             | 0             | 0             | 0             | 0                 | 0                 | 0                 | 0                 | 1        | 0      | 0           | 0          |
| H. Zippel       | 14            | 0             | 0             | 0             | 0                 | 0                 | 0                 | 0                 | 14       | 0      | 0           | 0          |